# Anemia abbottii
Anemia abbottii är en ormbunkeart som beskrevs av William Ralph Maxon. Anemia abbottii ingår i släktet Anemia och familjen Anemiaceae. Inga underarter finns listade.